# Ehecatl

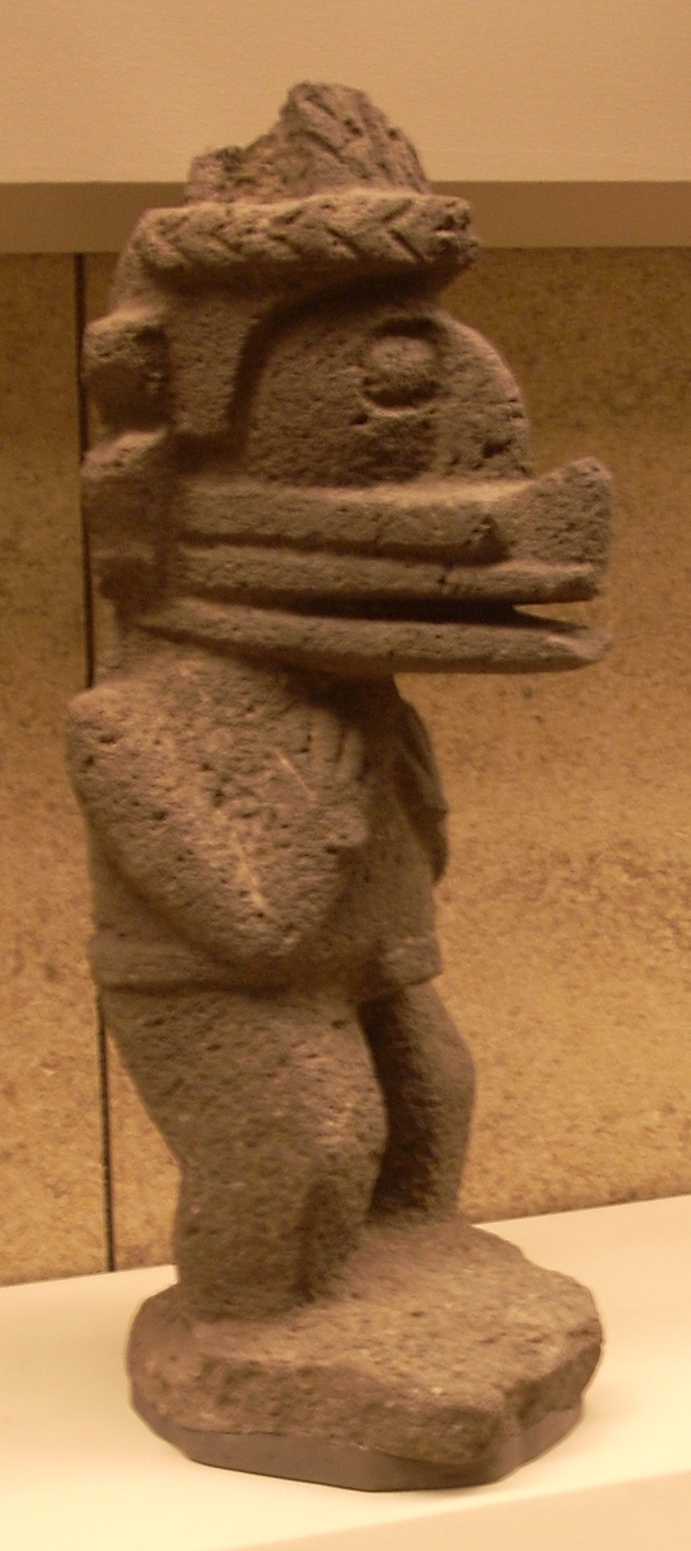
Statuetta di Ehecatl al British Museum

Ehēcatl ("vento"), secondo la mitologia azteca era dio del vento, una delle sembianze di Quetzalcoatl. Il suo respiro muoveva il sole ed allontanava la pioggia. Si innamorò di una umana, di nome Mayahuel e donò all'umanità la capacità di amare, in modo che lei potesse ricambiare la sua passione.

Nel periodo dedicato alla festività di Huey Tecuilhuitl, l'individuo che impersonificava Ehecatl veniva sacrificato insieme a colui che impersonificava la divinità Xilonen. 
Figura mitologica correlata a Ecalchot, dalle funzioni analoghe, in Nicaragua.